# Berengário de Tours
Berengário de Tours (ca. 1000 – 1088 (88 anos)) foi um teólogo cristão do século XI, nascido na França. Ocupou o cargo de mestre-escola na escola catedral de Chartres, e se notabilizou por pregar o uso da razão e da lógica nos domínios da fé, pois essas seriam um presente de Deus. Ao fazer isso ele chegou a negar a possibilidade do milagre da transubstanciação, pois o pão não poderia conter características independentes de sua substância.